# Diamantenfieber (Roman)
Diamantenfieber ist der vierte James-Bond-Roman von Ian Fleming und erschien am 26. März 1956 unter dem Titel Diamonds Are Forever in England. Bond verfolgt darin einen Diamantenschmuggel quer durch die USA. Auf Deutsch kam er 1960 im Ullstein Verlag heraus. Die gleichnamige Verfilmung aus dem Jahr 1971 war Sean Connerys letzter Auftritt in der offiziellen Eon-Filmreihe. In dieser freien Adaption konstruiert Bonds Erzfeind Ernst Stavro Blofeld aus den Diamanten einen Laser-Satelliten, um die Nuklearmächte einzuschüchtern.

## Handlung
Der Roman beginnt in der afrikanischen Savanne, im Dreiländereck von Sierra Leone, Liberia und Französisch-Guinea. Der Leser wird Zeuge eines Diamantenhandels, der ersten Station einer Pipeline im größten Schmuggelnetzwerk der Welt. Der Ort wechselt nach London. Im Jahre 1954 erhält der 33-jährige James Bond, in Ms Büro den Auftrag, diesen internationalen Diamantenschmuggler-Ring auszuheben. Man vermutet, dass die Pipeline von Afrika nach London verläuft und von dort aus in die Vereinigten Staaten.
Um mit den Tätern in Kontakt zu treten, schlüpft Bond in die Rolle des Schmugglers Peter Franks und bringt, begleitet von der schönen, 27-jährigen Tiffany Case, wertvolle Edelsteine von England nach New York. Dort stellt er bald fest, dass er es mit mächtigen Gegnern zu tun hat: Der „Spangled Mob“, geführt von den skrupellosen Zwillingsbrüdern Jack und Seraffimo Spang, „verdient“ sein Geld nicht nur mit dem Schmuggel von Diamanten, sondern auch mit Glücksspiel, Wettbetrug, Rauschgifthandel und Prostitution.
Die nächste Station der Pipeline ist New York City. Hier trifft sich Bond mit Shady Tree, einem älteren Gangster, der ihn für den Schmuggel auszahlt, indem er ihn anweist, bei einem Rennen auf ein bestimmtes Pferd zu wetten. Er begegnet auch Felix Leiter wieder, noch sichtlich gezeichnet von den Ereignissen aus Leben und sterben lassen. Auch er ist wegen des illegalen Glücksspiels zufällig auf der Spur des Spangled Mob.
Bond verfolgt die Pipeline weiter nach Saratoga. Dort kann er mit Leiter einen Jockey bestechen und so das Rennen manipulieren. Da seine Bezahlung dadurch nicht zustande kommt, wird er von Shady Tree angewiesen, nach Las Vegas zu gehen, um dort am Spieltisch seinen Lohn zu erhalten. Kurz vor seiner Abreise wird er jedoch noch Zeuge, wie zwei sadistische Agenten der Gangsterbande, das schwule Pärchen Wint und Kidd, dem Jockey das Gesicht mit heißem Schlamm verbrennen. Bond bekommt erstmals Respekt vor den Gangstern und ihren einschüchternden Praktiken.
In Vegas trifft Bond erneut auf temperamentvolle Tiffany Case (blaue Augen, blondes Haar, 1,67 m große Stehauf-/Power-Frau), die ihn beim manipulierten Spiel am Blackjack-Tisch seinen Gewinn für den Schmuggel einfahren lässt. Er will die Spangs aber aus der Reserve locken und kann infolge einer Glückssträhne beim Roulette seinen Lohn vervierfachen. Sein Plan geht auf, allerdings kommt es mit Ernie Cureo, einem Taxifahrer und Freund von Leiter, zu einer Verfolgungsjagd mit den Gangstern, in deren Folge er gefangen genommen wird.
Er wird nach Spectreville gebracht, einer Geisterstadt und letzter Station der Pipeline, die die Spangs wie eine Stadt im Wilden Westen aufgebaut haben. Dort wird er von Spang, Wint und Kidd gefoltert und verliert das Bewusstsein. Als er wieder zu sich kommt, wird er von Tiffany Case gerettet. Während beide auf einer Draisine entkommen wollen, werden sie von Spang in seinem Wild-West-Zug verfolgt. Bond kann den Zug zum Entgleisen bringen und dabei Seraffimo Spang töten.
Da der Mob nun ein Kopfgeld auf Bond und Tiffany ausgesetzt hat, sollen sie die Staaten schnell verlassen und zurück nach England gebracht werden. Auf der Überfahrt mit der Queen Elizabeth werden sie wiederum von Wint und Kidd überrascht. Doch Bond kann beide erschießen.
Der Roman endet an demselben Ort, wo er begonnen hatte. Bond beobachtet bei einer Diamantenübergabe, wie Jack Spang den ersten Schmuggler der Pipeline erschießt und diese persönlich „schließen“ will. Als sich Bond zu erkennen gibt, versucht Spang mit einem Helikopter zu fliehen, doch Bond kann auch ihn zur Strecke bringen.

## Deutsche Ausgabe
Ab September 2012 veröffentlichte Cross Cult anlässlich des 50-jährigen Jubiläums der Filmreihe Flemings Romane chronologisch in einer ungekürzten Neuübersetzung von Stephanie Pannen und Anika Klüver. Erstmals sind die Bücher mit den originalen Kapitelabschnitten und -überschriften auf Deutsch erhältlich:
- Ian Fleming: Diamantenfieber. Cross Cult, Ludwigsburg 2012, ISBN 978-3-86425-076-7 (Originaltitel: Diamonds are Forever. Übersetzt von Stephanie Pannen & Anika Klüver).
- Ian Fleming: Diamantenfieber. gelesen von Oliver Siebeck. Lübbe Audio, Köln 2013, ISBN 978-3-7857-4794-0 (Hörbuch auf 4 CDs).